# Salomon Munk

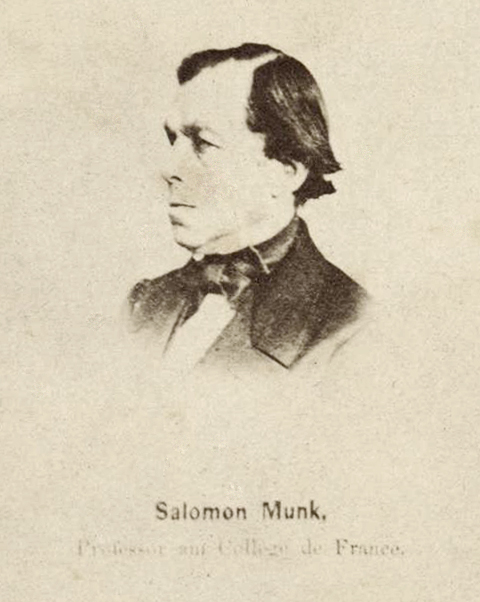
Salomon Munk

Salomon Munk (ur. 14 maja 1803 w Głogowie, zm. 6 lutego 1867 w Paryżu) – francuski językoznawca i orientalista.
Salomon Munk urodził się w rodzinie niemieckich Żydów. Jego ojciec, Lipmann Samuel Munk, był wysokim urzędnikiem w gminie żydowskiej. Do 17 roku życia Salomon Munk uczęszczał do głogowskiej jesziwy. W 1820 roku rodzina Munków przeprowadziła się do Berlina, gdzie Salomon, po ukończeniu gimnazjum humanistycznego, rozpoczął studia językoznawstwa i historii starożytnej. Z powodu prawa nie pozwalającego Żydom zdawać egzaminu końcowego, przeniósł się na orientalistykę w Bonn, a następnie wyjechał na studia do Paryża. W 1840 roku otrzymał francuskie obywatelstwo i został zatrudniony na stanowisku kustosza rękopisów wschodnich w bibliotece królewskiej, gdzie dokonywał wielu cennych odkryć. W 1850 roku utracił wzrok. W 1858 został członkiem Akademia Inskrypcji i Literatury Pięknej. Sześć lat później objął po Erneście Renanie katedrę języka i literatury francuskiej w Collège de France. W wieku 64 lat umarł na zawał serca.

## Wybrane dzieła
- Guide des Egares
- Reflexions sur le Culte des Anciens Hébreux
- Notice sur R. Saadia Gaon et sur une Version Persane d'Isaie
- Palestine, Description Géographique, Historique et Archéologique
- Mélanges de Philosophie Arabe et Juive
- Notice sur Abul Walid Merwan ibn Djanah et d'Autres Grammairiens Hébreux du X. et du XI. Siècle
- Rapport sur les Progrès des Etudes Sémitiques en France de 1840-1866